# Lambo 291
Der Lambo 291 ist ein Formel-1-Rennwagen, der zur Weltmeisterschaft 1991 gemeldet wurde. Das von Lamborghini Engineering konstruierte Auto wurde vom Modena Team für Nicola Larini und Eric van de Poele eingesetzt. Der Lambo 291 war ein problematisches Auto; Larini bezeichnete es rückblickend als nahezu unfahrbar. Keiner der Fahrer erzielte einen Weltmeisterschaftspunkt mit dem Wagen.

## Entstehungsgeschichte
Lamborghini Engineering war ein Modena ansässiges Unternehmen, das von dem Sportwagenhersteller Lamborghini rechtlich unabhängig war, aber ebenso zum Chrysler-Konzern gehörte. Technischer Leiter von Lamborghini Engineering war der ehemalige Ferrari-Ingenieur Mauro Forghieri.
Lamborghini Engineering baute seit 1989 Zwölfzylinder-Saugmotoren für die Formel 1; Kunden waren unter anderem die Teams Larrousse, Ligier und Lotus. Im September 1989 wurde das Unternehmen von dem mexikanischen Investor Fernando Gonzáles Luna Bueno beauftragt, ein komplettes Rennauto für ein künftiges mexikanisches Formel-1-Team zu konstruieren. Der alternativ als Lambo L290 oder Glas 001 bezeichnete Wagen wurde in der ersten Hälfte des Jahres 1990 entwickelt. Wenige Tage vor seiner geplanten Vorstellung anlässlich des Großen Preises von Mexiko 1990 verschwand Gonzáles Luna allerdings spurlos. Daraufhin entschlossen sich Lamborghini Engineering und der Mutterkonzern Chrysler, das Projekt mit einem anderen Partner fortzuführen. Der italienische  Unternehmer Carlo Patrucco war bereit, für die Saison 1991 ein in Italien ansässiges Team zu gründen und zu finanzieren, das diesen Rennwagen einsetzen sollte. Lamborghini legte Wert darauf, den Rennstall nicht als Werksteam erscheinen zu lassen; deshalb wurde es unter der Bezeichnung Modena Team (alternativ: Scuderia Modena) gemeldet. Ungeachtet dessen gab es enge persönliche Verflechtungen zwischen dem Rennstall und Lamborghini Engineering. So halfen Mitarbeiter von Lamborghini Engineering in der Vorbereitungsphase bei der Organisation des Teams, und im Laufe der Saison 1991 übernahm Mauro Forghieri faktisch die Rollen des Teamchefs und des Rennleiters.
Das Modena Team meldete den gegenüber 1990 nur geringfügig veränderten Wagen in der Saison 1991 als Lambo 291 für Nicola Larini und Eric van de Poele. Beide Fahrer schafften insgesamt nur sechs Rennteilnahmen. Im Spätsommer 1991 befand sich das Team am Rand der Zahlungsunfähigkeit und erwog kurzfristig die Fusion mit Coloni, dem schwächsten Rennstall des Jahres. Dazu kam es jedoch nicht. Mit Ablauf der Saison 1991 stellte das Modena Team den Betrieb ein.

## Technik
Der Lambo 291 war eine geringfügig überarbeitete Version des 1990 entwickelten Glas 001. Das Auto war unter der Gesamtleitung von Mauro Forghieri entstanden. Forgheri verantwortete selbst den Motor und das Getriebe; das Chassis hingegen war eine Arbeit des ehemaligen Euroracing-Konstrukteurs Mario Tolentino.

### Chassis

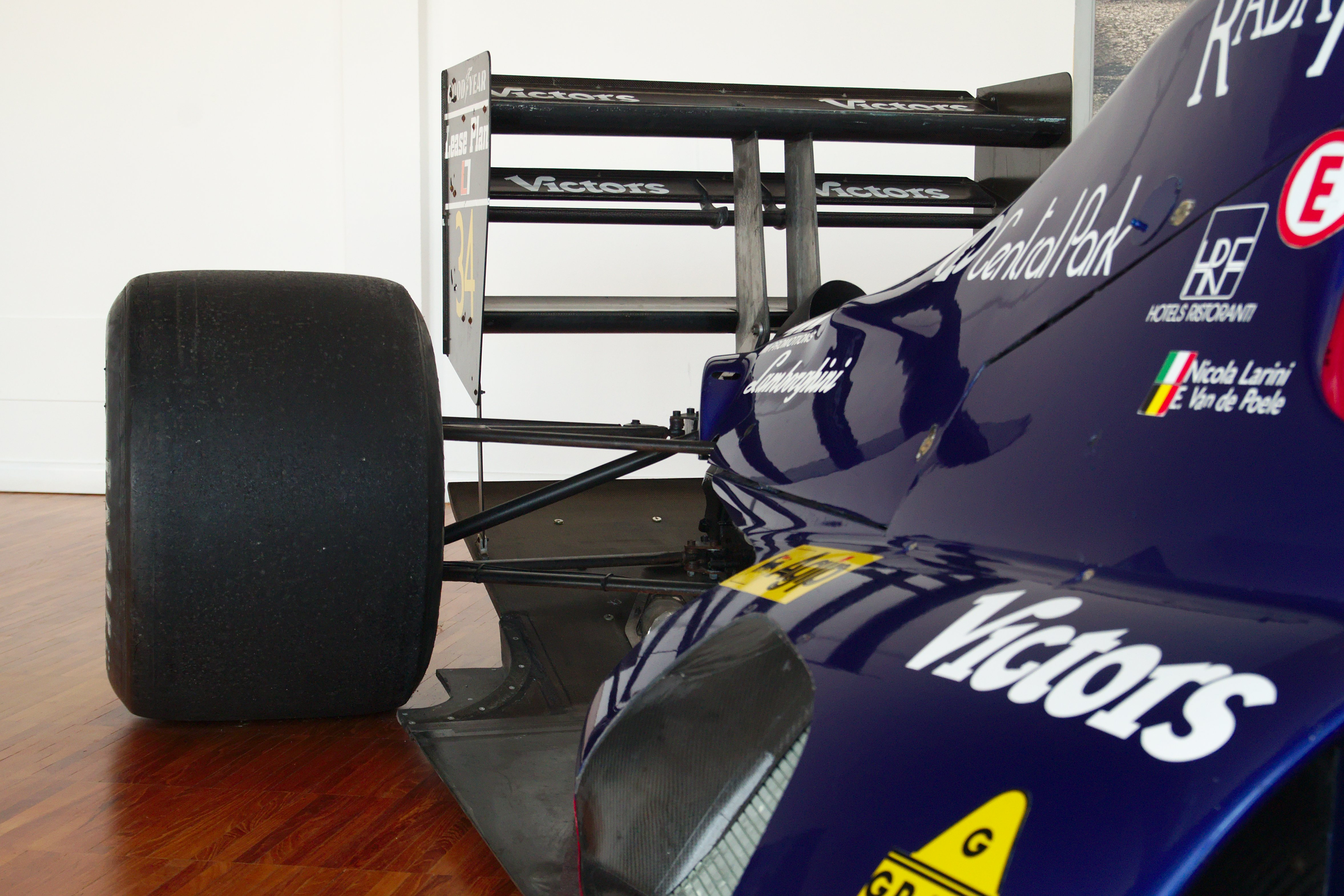
Abgerundete Seitenkästen

Der Lambo L291 hat ein Monocoque aus kohlenstofffaserverstärktem Kunststoff. Die Gestaltung der Karosserie hebt sich von den zeitgenössischen Konkurrenten ab. Eine Quelle beschreibt den Lambo L291 als „wuchtig und altmodisch“. Ein besonderes Merkmal des Lambo 291 sind seine rundlichen Seitenkästen, die von vorn betrachtet die Form eines Viertelkreises haben und an den Flanken die Kühlerflächen teilweise offen lassen. Einige Autoren sahen Ähnlichkeiten des Lambo 291 mit dem BRM P201 von 1974. In Spanien rüstete das Team ein einzelnes Auto (Chassis 7) mit rechteckigen, hohen Seitenkästen aus. Van de Poele setzte diese wesentlich anders aussehende Variante im Qualifikationstraining ein, erzielte damit aber keine Verbesserungen gegenüber dem herkömmlichen Wagen des Teamkollegen.

### Antrieb

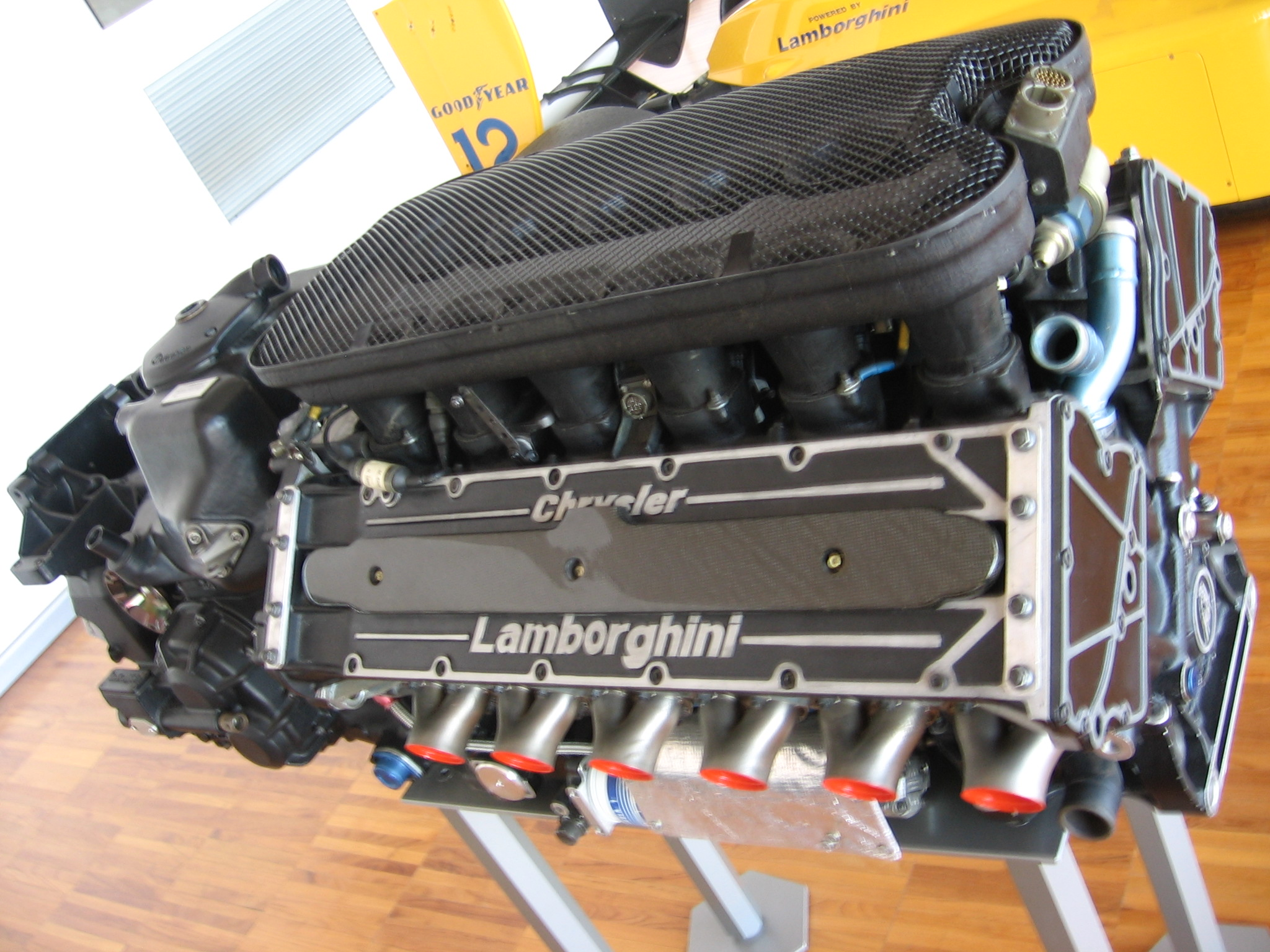
Lamborghini Tipo 3512 V-12-Motor

Angetrieben wurde der Lambo 291 von Lamborghinis Zwölfzylinder-Saugmotor (Tipo 3512), einem V-Motor mit einem Zylinderbankwinkel von 80 Grad. Die Motorelektronik stammte von Bosch. Mit einer (geschätzten) Leistung von etwa 700 PS gehörte der Lamborghini 3512 zu den stärksten Triebwerken der Saison 1991. Die Kraftübertragung übernahm ein Sechsganggetriebe von Lamborghini.

### Fahrwerk
Der Lambo 291 hat vorn und hinten eine Doppelquerlenkerachse mit innenliegenden, über Schubstangen betätigten Federn. Im Laufe der Saison änderte das Team mehrfach die Konstruktion der Stoßdämpfer. Anfänglich waren jeweils zwei Stoßdämpfer eingebaut, bei einigen Rennen kam stattdessen ein zentral angeordneter einzelner Stoßdämpfer zum Einsatz.

### Mängel
Der Lambo 291 hatte einige Konstruktionsmängel, die das Team im Laufe der Saison nicht beheben konnte.
Nicola Larini äußerte Ende der 1990er-Jahre, der Lambo 291 sei ein nahezu unfahrbares Auto gewesen. Gewichtsverteilung, Spurstabilität und Erschütterungsanfälligkeit hätten das Handling ausgesprochen schwierig gemacht. Zudem habe Forghieri an einigen kritischen Stellen Leichtbau zugelassen, woraus sich ein erhebliches Sicherheitsrisiko ergeben habe. Er sei froh gewesen, nach dem letzten Rennen 1991 nicht mehr in dieses Auto steigen zu müssen. Außerdem war das Auto war mit 522 kg übergewichtig und produzierte zu wenig Abtrieb und Grip.

## Produktion
Wie viele Chassis Lamborghini Engineering produzierte, ist unklar. Das Unternehmen vergab acht Fahrgestellnummern (291/1 bis 291/8), allerdings wurden nicht alle Fahrgestelle zu Formel-1-Rennen gemeldet. Die Autos mit den Fahrgestellnummern 291/1 und 291/4 erschienen überhaupt nicht, sodass zweifelhaft ist, ob sie wirklich komplettiert wurden. Die Fahrgestellnummern 291/2, 291/6 und 291/7 waren ausschließlich als Ersatzautos gemeldet, die bei keinem Weltmeisterschaftslauf zum Einsatz kamen. Chassis 291/7 wurde einmal bei einem Trainingslauf gefahren. An Rennen nahmen nur die Chassis 291/5 (Larini), 291/3 und 291/8 (beide van de Poele) teil.

## Lackierung und Sponsoren
Der Lambo 291 war in dunklem Blau lackiert. Größere Sponsoren waren Lamborghini, die Bekleidungsmarke Radar Young Wear, das niederländische Autoleasingunternehmen Leaseplan, die Kosmetikmarke Victors, die japanische Doi Group mit der Marke Central Park sowie der Handelsverband für die Käsesorte Grana Grana Padano. Hinzu kamen Aufkleber der technischen Ausrüster.

## Renneinsätze

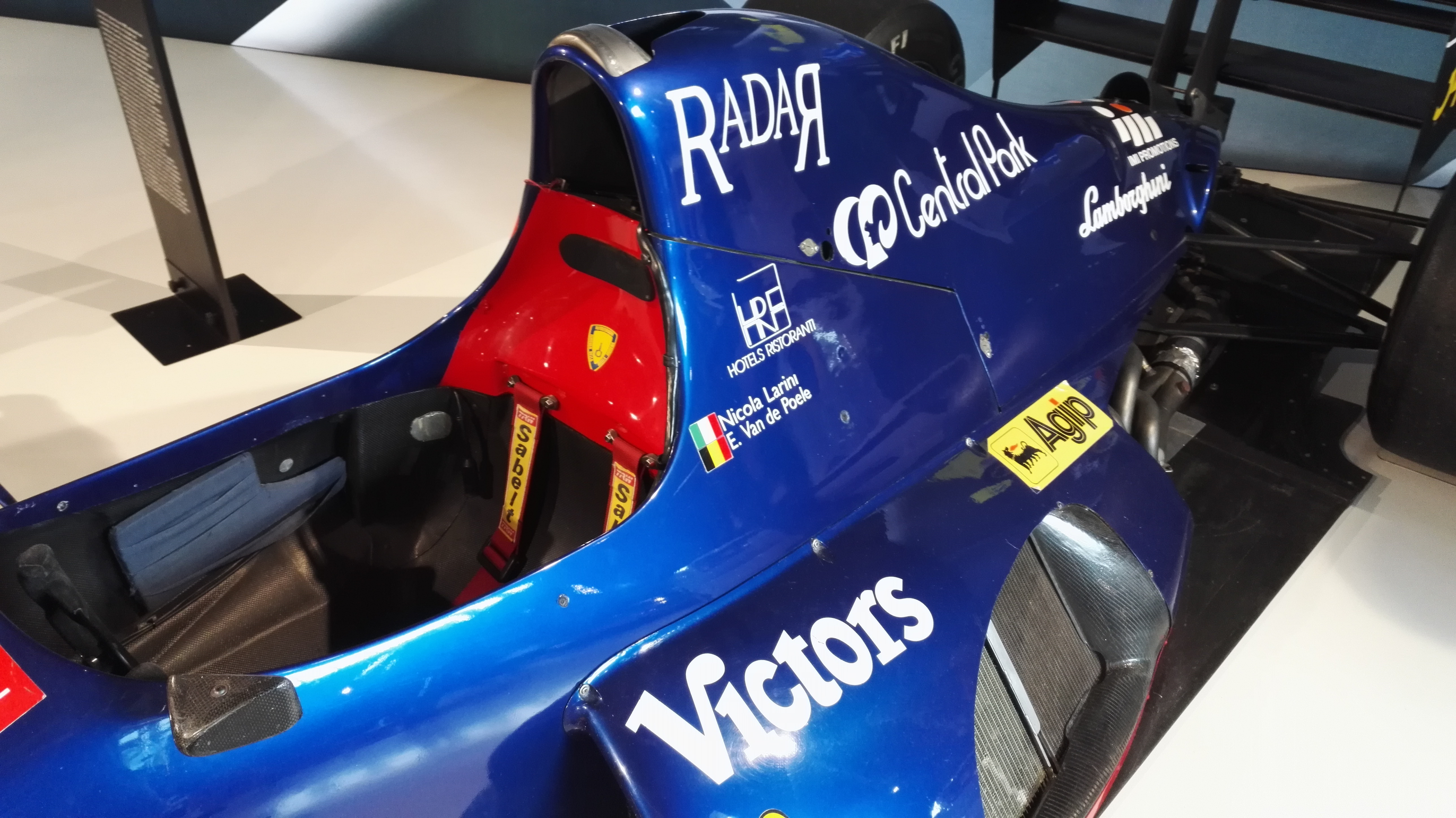
Cockpit des Lambo 291

Das Modena Team bestritt die gesamte Saison 1991 mit zwei Autos. Sowohl Nicola Larini als auch Eric van de Poele unterlagen in der ersten Saisonhälfte der Vorqualifikation, wo sie mit Coloni, Fondmetal, Jordan und Scuderia Italia konkurrierten.
Beim Auftaktrennen der Saison in Phoenix schaffte Larini die Vorqualifikation und erreichte den 17. Startplatz, womit er beide Ligier, die mit dem gleichen Motor ausgestattet waren, hinter sich ließ. Larini beendete das erste Rennen mit einem Zieleinlauf auf Platz sieben, hatte dabei aber fünf Runden Rückstand auf den Sieger Ayrton Senna (McLaren). Van de Poele konnte sich dagegen nicht vorqualifizieren. Er war mit einem Rückstand von 15 Sekunden auf die spätere Pole-Zeit Letzter der Vorqualifikation. Er verpasste die Vorqualifikation um mehr als sechs Sekunden. Seine durchschnittliche Rundengeschwindigkeit von 137 km/h war zugleich die niedrigste aller Fahrer. Larinis siebter Platz im Auftaktrennen war das beste Resultat, das das Team in dieser Saison erreichte. In den weiteren Rennen bis einschließlich des Großen Preises von Großbritannien konnte sich Larini sechsmal in Folge nicht vorqualifizieren; dabei betrugen seine Rückstände auf die spätere Pole-Zeit jeweils zwischen sechs und neun Sekunden. Das reichte zumeist nur aus, um Pedro Matos Chaves im veralteten Coloni C4 hinter sich zu lassen. Beim Großen Preis von Mexiko fuhr Larini eine Zeit heraus, mit der er die Vorqualifikation bestanden hätte; allerdings wurde er wegen eines nicht regelkonformen Heckflügels vom Rennen ausgeschlossen. Van de Poele qualifizierte sich in der gesamten Saison nur einmal für eine Rennteilnahme: Beim Großen Preis von San Marino startete er vom 21. Platz. In der letzten Runde lag er auf dem fünften Platz, der für sein Team zwei Punkte in der Konstrukteursmeisterschaft bedeutet hätte. Kurz vor dem Zieldurchlauf fiel allerdings die Benzinpumpe aus, sodass das Auto in Sichtweite der Ziellinie liegen blieb. Die nachfolgenden Fahrer zogen an van de Poele vorbei; er wurde als Neunter gewertet.
Der siebte und der neunte Platz in der ersten Saisonhälfte reichten aus, um das Modena Team für die zweite Saisonhälfte von der Vorqualifikation zu befreien, sodass beide Fahrer ab dem Großen Preis von Deutschland berechtigt waren, unmittelbar an der Qualifikation teilzunehmen. Van de Poele scheiterte bei allen acht verbleibenden Rennen in der Qualifikation. Larini qualifizierte sich zu den Großen Preisen von Deutschland, Ungarn, Belgien, Italien und Australien, fiel aber dreimal aus (Deutschland, Belgien und Australien) und kam im Übrigen außerhalb der Punkteränge ins Ziel. Auf dem Hungaroring kam er, vom 24. Startplatz aus ins Rennen gehend, als 16. mit drei Runden Rückstand ins Ziel. In Monza erreichte er den 23. Startplatz und wurde wiederum 16., diesmal mit fünf Runden Rückstand.

## Ergebnisse
| Fahrer               | Nr.                  | 1    | 2    | 3    | 4    | 5    | 6    | 7    | 8    | 9   | 10  | 11  | 12  | 13  | 14  | 15  | 16  | Punkte | Rang |
| -------------------- | -------------------- | ---- | ---- | ---- | ---- | ---- | ---- | ---- | ---- | --- | --- | --- | --- | --- | --- | --- | --- | ------ | ---- |
| Formel-1-Saison 1991 | Formel-1-Saison 1991 |      |      |      |      |      |      |      |      |     |     |     |     |     |     |     |     | 0      | –    |
| N. Larini            | 34                   | 7    | DNPQ | DNPQ | DNPQ | DNPQ | EX   | DNPQ | DNPQ | DNF | 16  | DNQ | 16  | DNQ | DNQ | DNQ | DNF | 0      | –    |
| E.v.d. Poele         | 35                   | DNPQ | DNPQ | 9*   | DNPQ | DNPQ | DNPQ | DNPQ | DNPQ | DNQ | DNQ | DNQ | DNQ | DNQ | DNQ | DNQ | DNQ | 0      | –    |

| Legende  | Legende            | Legende                                                          |
| Farbe    | Abkürzung          | Bedeutung                                                        |
| -------- | ------------------ | ---------------------------------------------------------------- |
| Gold     | –                  | Sieg                                                             |
| Silber   | –                  | 2. Platz                                                         |
| Bronze   | –                  | 3. Platz                                                         |
| Grün     | –                  | Platzierung in den Punkten                                       |
| Blau     | –                  | Klassifiziert außerhalb der Punkteränge                          |
| Violett  | DNF                | Rennen nicht beendet (did not finish)                            |
| Violett  | NC                 | nicht klassifiziert (not classified)                             |
| Rot      | DNQ                | nicht qualifiziert (did not qualify)                             |
| Rot      | DNPQ               | in Vorqualifikation gescheitert (did not pre-qualify)            |
| Schwarz  | DSQ                | disqualifiziert (disqualified)                                   |
| Weiß     | DNS                | nicht am Start (did not start)                                   |
| Weiß     | WD                 | zurückgezogen (withdrawn)                                        |
| Hellblau | PO                 | nur am Training teilgenommen (practiced only)                    |
| Hellblau | TD                 | Freitags-Testfahrer (test driver)                                |
| ohne     | DNP                | nicht am Training teilgenommen (did not practice)                |
| ohne     | INJ                | verletzt oder krank (injured)                                    |
| ohne     | EX                 | ausgeschlossen (excluded)                                        |
| ohne     | DNA                | nicht erschienen (did not arrive)                                |
| ohne     | C                  | Rennen abgesagt (cancelled)                                      |
| ohne     | keine WM-Teilnahme |                                                                  |
| sonstige | P/fett             | Pole-Position                                                    |
| sonstige | 1/2/3/4/5/6/7/8    | Punktplatzierung im Sprint-/Qualifikationsrennen                 |
| sonstige | SR/kursiv          | Schnellste Rennrunde                                             |
| sonstige | *                  | nicht im Ziel, aufgrund der zurückgelegten Distanz aber gewertet |
| sonstige | ()                 | Streichresultate                                                 |
| sonstige | unterstrichen      | Führender in der Gesamtwertung                                   |